# Československá letecká akciová společnost
Československá letecká akciová společnost (Čs.L.A.S.) byla raně československá letecká společnost. Vznikla sloučením firem Ikarus a Falco, které provozovaly vyhlídkové lety a příležitostně přepravovaly cestující a náklad. Ikarus byla založena v roce 1920 Josefem Gürtlem, Falco ve stejný rok Juliem Arigi. V roce 1922 se sloučily do Čs.L.A.S. Rok poté ale společnost vyhlásila úpadek.